# Michał Rycaj

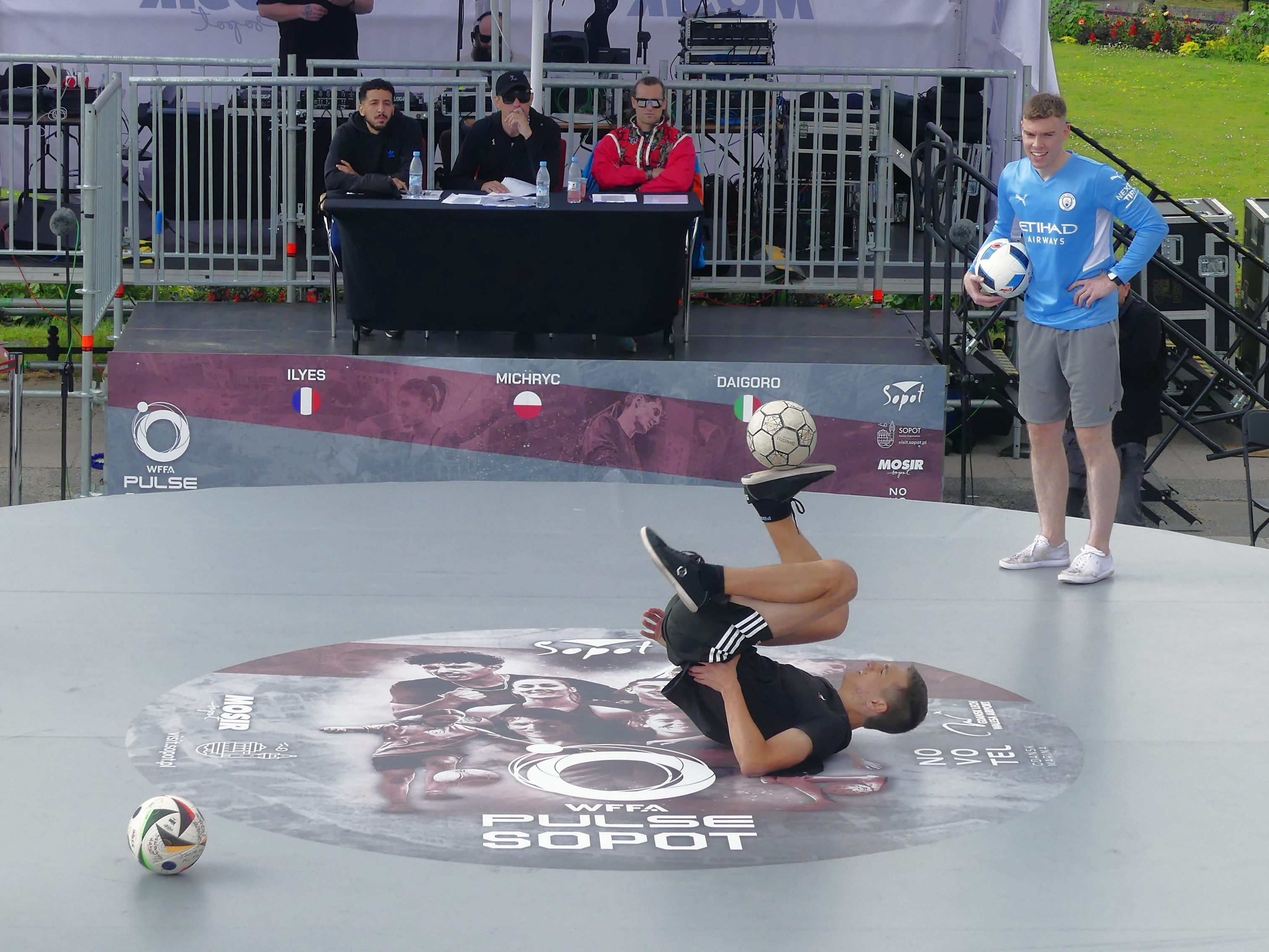
Michał Rycaj (w środku), jury sędziowskie, European Freestyle Football Championship 2024, Sopot

Michał Rycaj ps. „MichRyc” (ur. 25 lipca 1990) – polski zawodnik freestyle footballu, trzykrotny mistrz świata, sędzia freestyle footballu, twórca muzyczny, gitarzysta.

## Kariera sportowa
Michał Rycaj pochodzi z Jarosławca. Studiował  w Państwowej Wyższej Szkole Zawodowej w Zamościu. Zafascynował się trickami piłkarskimi, zaczął ćwiczyć z piłką w  2005 roku. Osiągając wyższy stopień opanowania elementów technik stosowanych we freestyle footballu wystartował w krajowych zawodach, osiągając stopniowo coraz wyższe pozycje w zawodach. Dwukrotnie zdobył tytuł mistrza Polski, wicemistrz Europy (2015). W 2012 został wicemistrzem świata („Super Ball 2012”), trzykrotnie zajął I miejsce uzyskując tytuł mistrza świata (2013, 2015, 2016). W 2015 był uczestnikiem programu Mam talent wyemitowanym w telewizji TVN. 
W 2024 był jednym sędziów w jury czasie w zawodów freestyle footballu: w czasie Mistrzostw Polski w 2024. 

### Osiągnięcia sportowe
Źródło informacji
- „World Tour 2011” Kuala Lumpur, Malezja – 3 miejsce
- „Super Ball 2012” Praga, Czechy – 2 miejsce
- „World Tour 2013” Dubai, Emiraty Arabskie – 1 miejsce
- „World Tour 2013”  (Londyn, Wielka Brytania – 1 miejsce
- „Super Ball 2014” Liberec, Czechy – 3 miejsce
- „Super Ball 2015” Liberec, Czechy – 1 miejsce
- „World Tour 2016” Melbourne, Australia – 1 miejscejudge
- „DAZN World Masters 2018” Tokyo, Japonia – miejsce

## Kariera muzyczna
Michał Rycaj znany jest również w świecie muzycznym jako twórca muzyczny pod pseudonimem „MichRyc”. Tworzy muzykę z  pogranicza różnych stylów muzycznych, takich jak: Lo fi, indie rock, jazz, funk. „MichRyc” pisze także teksty do swoich utworów. Muzyka jego autorstwa to utwory muzyczne, w których dominują wolne rytmy,  w które wplatane są różne dźwięki i brzmienia, które posiadają także charakter muzyki relaksacyjnej-medytacyjnej. W 2022 roku wydał swój pierwszy album muzyczny pod tytułem „Under The Surface".

### Dyskografia
(Źródło informacji:)
- „Under The Surface” (2022)
- „Keep Going” (2024)

## Single
(Źródło informacji:)
- „Jeden” EP  (2024)
- „Samotny Dzień” (2024)
- „Nature Flow” (2024)
- „Old Stories” (2024)
- „Secret Garden” (2023)
- „On the Way Home” (2023)